# Rien dans les mains, rien dans les poches
Rien dans les mains, rien dans les poches est une chanson française composée en 1948 par Henri Betti avec des paroles d'André Hornez. Elle a été déposée à la Sacem le 26 août 1948 et éditée par Paul Beuscher.

## Histoire
En 1948, Henri Betti, André Hornez, Paul Misraki et Ray Ventura étaient invités chez Bruno Coquatrix pour discuter d'un procès qui était déclaré par Eudore Rancurel pour la musique de la chanson Boléro qui était composée par Paul Durand.
À la fin de la discussion, Henri Betti joua au piano les sept notes de la gamme musicale et demanda aux autres qui en était l'auteur. Personne ne lui répondit et Henri Betti déclara qu’il se les appropriait et qu'il en écrira une chanson. Il utilisa le genre Fox qui était à la mode pour l'adapter aux sept notes de musique puis André Hornez écrira les paroles.

## Liste des pistes
78 tours —  Odeon 282.031 enregistré le 10 décembre 1948 avec une orchestration de Bob Castella.
A. Maître Pierre (musique et orchestration d'Henri Betti et paroles de Jacques Plante)
B. Rien dans les mains, rien dans les poches

## Reprises
Le 28 décembre 1948, les Sœurs Étienne enregistrent la chanson avec l'orchestre de Raymond Legrand.
La même année, Jo Privat enregistre la chanson à l'accordéon et sur l'autre face du disque il enregistre Maître Pierre.
Le 4 janvier 1949, Émile Carrara enregistre la chanson avec son orchestre.
Le 3 février 1949, Pierre Mingand enregistre la chanson avec l'orchestre d'Emil Stern.
Le 20 mars 1949, Luc Barney enregistre la chanson avec l'orchestre de Daniel White.
Le 8 février 1950, Henri Betti interprète la chanson au piano à l'émission de radio Gala de Bernay.
La même année, Jula De Palma enregistre la chanson avec l'orchestre de Bruno Quirinetta (it) avec lequel elle enregistre deux autres succès d'Henri Betti : C'est si bon (paroles d'André Hornez) et Maître Pierre (paroles de Jacques Plante). Yvonne Blanc enregistre la chanson au piano cette année aussi.
En 1955, Fred Ermelin et son orchestre joue la musique dans un medley pour l'album Festival Dancing où il joue également la musique de C'est si bon.
En 1957, Louise Étienne interprète la chanson avec l'orchestre de Georges Derveaux à l'émission 36 Chansons présentée par Jean Nohain.
En 1985, Dominique Val interprète la chanson avec l'orchestre de Robert Quibel à l'émission Thé Dansant présentée par Charles Level.

## Filmographie
En 1949, Félix Marten interprète la chanson avec l'orchestre de Camille Sauvage dans Hôtel des Artistes : Saisie.
En 1954, la mélodie est jouée dans L'Œil en coulisses où la mélodie du Vrai Mambo est également jouée.